# Steve Marie-Joseph
Steve Marie-Joseph, né le 3 janvier 1994 aux Abymes en Guadeloupe, est un handballeur professionnel français. Il mesure 1,85 m et pèse 91 kg. Il joue au poste d'ailier gauche pour le club de Dunkerque HGL depuis la saison 2019-2020.

## Biographie
Originaire Sainte-Anne, Steve Marie-Joseph quitte la Guadeloupe à 16 ans pour intégrer le Pôle Ile de France puis le centre de formation du Paris SG. Ne parvenant qu'à intégrer très épisodiquement l'effectif professionnel du club parisien, il signe en 2015 pour le Valence Handball en deuxième division puis deux ans plus tard pour le Pontault-Combault Handball. Avec ce club, il remporte les play-offs de D2 et contribue au retour du club en première division française. 
Auteur de bonnes performances en D1 avec Pontault-Combault, il est recruté par le Dunkerque HGL à compter de la saison 2019-2020,.